# Al-Ala, Syria
Alala, Hama (tiếng Ả Rập: الالا) là một ngôi làng Syria nằm ở Al-Hamraa Nahiyah ở huyện Hama, Hama. Theo Cục Thống kê Trung ương Syria (CBS), Alala, Hama có dân số 571 trong cuộc điều tra dân số năm 2004.